# إلسبري
إلسبري (بالإنجليزية: Elsberry)‏ هي مدينة أمريكية تقع في ولاية ميزوري. تبلغ مساحة هذه المدينة 3 (كم²)،ويبلغ عدد سكانها 2047 نسمة حسب إحصاء سنة 2010 م 2047.تشير إحصاءات سنة 2000م بأن الكثافة السكانية في هذه المدينة تقدر بـ(676.4) نسمة/كم2 

## التركيبة السكانية
قام مكتب تعداد الولايات المتحدة بتحديد بيانات التركيبة السكانية لإلسبريفي تعداد الولايات المتحدة. في ما يلي، التركيبة السكانية حسب تعدادي 2000 و2010.

### تعداد عام 2000
بلغ عدد سكان إلسبري 2,047 نسمة بحسب تعداد عام 2000، وبلغ عدد الأسر 779 أسرة وعدد العائلات 552 عائلة مقيمة في المدينة. في حين سجلت الكثافة السكانية 1,751.9 نسمة لكل ميل مربع (676.4/كم2). وبلغ عدد الوحدات السكنية 889 وحدة بمتوسط كثافة قدره 760.9 نسمة لكل ميل مربع (293.8/كم2).
وتوزع التركيب العرقي للمدينة بنسبة 93.65% من البيض و 0.64% من الأمريكيين الأصليين و 0.15% من الأمريكيين ذوي الأصول الآسيوية و 3.27% من الأمريكيين الأفارقة و 1.66% من عرقين مختلطين أو أكثر.
بلغ عدد الأسر 779 أسرة كانت نسبة 38.3% منها لديها أطفال تحت سن الثامنة عشر تعيش معهم، وبلغت نسبة الأزواج القاطنين مع بعضهم البعض 49.7% من أصل المجموع الكلي للأسر، ونسبة 15.3% من الأسر كان لديها معيلات من الإناث دون وجود شريك، وكانت نسبة 29.1% من غير العائلات. تألفت نسبة 24.4% من أصل جميع الأسر من أفراد ونسبة 11.2% كانوا يعيش معهم شخص وحيد يبلغ من العمر 65 عاماً فما فوق. وبلغ متوسط حجم الأسرة المعيشية 3.09، أما متوسط حجم العائلات فبلغ 2.63.
بلغ العمر الوسطي للسكان 34 عاماً. وكانت نسبة 31.4% من القاطنين تحت سن الثامنة عشر، وكانت نسبة 8.7% بين الثامنة عشر والأربعة وعشرون عاماً، ونسبة 26.9% كانت واقعةً في الفئة العمرية ما بين الخامسة والعشرون حتى والأربعة وأربعون عاماً، ونسبة 19.9% كانت ما بين الخامسة والأربعون حتى الرابعة والستون، ونسبة 13.2% كانت ضمن فئة الخامسة والستون عاماً فما فوق. يوجد لكل 100 أنثى 87.8 ذكر، ويوجد لكل 100 أنثى في الثامنة عشر من عمرها فما فوق 89.6 ذكر.
بلغ متوسط دخل الأسرة في المدينة 27,917 دولار، أما متوسط دخل العائلة فبلغ 32,188 دولار. وكان متوسط دخل الذكور 30,896 دولار مقابل 20,119 دولار للإناث. وسجل دخل الفرد الخاص بالمدينة 14,615 دولار. وكانت نسبة 14.7% من العائلات ونسبة 14.7% من السكان تحت خط الفقر، وكان من هؤلاء نسبة 18.5% تحت سن الثامنة عشر ونسبة 8.8% في الخامسة والستين من العمر وما فوق.

### تعداد عام 2010
بلغ عدد سكان إلسبري 1,934 نسمة بحسب تعداد عام 2010، وبلغ عدد الأسر 808 أسرة وعدد العائلات 517 عائلة مقيمة في المدينة. في حين سجلت الكثافة السكانية 1,186.5 نسمة لكل ميل مربع (458.1/كم2). وبلغ عدد الوحدات السكنية 939 وحدة بمتوسط كثافة قدره 576.1 لكل ميل مربع (222.4/كم2).
وتوزع التركيب العرقي للمدينة بنسبة 94.1% من البيض و 1.0% من الأمريكيين الأصليين و 2.4% من الأمريكيين الأفارقة و 1.9% من عرقين مختلطين أو أكثر.
بلغ عدد الأسر 808 أسرة كانت نسبة 31.4% منها لديها أطفال تحت سن الثامنة عشر تعيش معهم، وبلغت نسبة الأزواج القاطنين مع بعضهم البعض 43.8% من أصل المجموع الكلي للأسر، ونسبة 14.6% من الأسر كان لديها معيلات من الإناث دون وجود شريك، بينما كانت نسبة 5.6% من الأسر لديها معيلون من الذكور دون وجود شريكة وكانت نسبة 36.0% من غير العائلات. تألفت نسبة 30.8% من أصل جميع الأسر من أفراد ونسبة 13.8% كانوا يعيش معهم شخص وحيد يبلغ من العمر 65 عاماً فما فوق. وبلغ متوسط حجم الأسرة المعيشية 2.97، أما متوسط حجم العائلات فبلغ 2.39.
بلغ العمر الوسطي للسكان 38.4 عاماً. وكانت نسبة 24.3% من القاطنين تحت سن الثامنة عشر، وكانت نسبة 10.1% بين الثامنة عشر والأربعة وعشرون عاماً، ونسبة 23.3% كانت واقعةً في الفئة العمرية ما بين الخامسة والعشرون حتى والأربعة وأربعون عاماً، ونسبة 26.9% كانت ما بين الخامسة والأربعون حتى الرابعة والستون، ونسبة 15.6% كانت ضمن فئة الخامسة والستون عاماً فما فوق. وتوزع التركيب الجنسي للسكان بنسبة 45.9% ذكور و54.1% إناث.